# Tonya Hurley
Tonya Hurley es escritora y directora de cine estadounidense. También trabaja en la televisión, actuaciones en directo, medios interactivos y en el New York Times. Es la autora de éxito de la serie de libros Ghostgirl (2008), The Blessed (Libros) que son una trilogía que incluye Sangre Preciosa, Passionaries, un mismo fuego y El ültimo Sacrificio.
Su trabajo incluye libros como: Kiss My Brain (1997), El Mundo Bíblico Real (1998), Solo-Me-O (1999). La primera emisión en la cadena PBS en su serie de documentales Reel New York, El Bautismo de la Soledad: un homenaje a Paul Bowles (2000). Tribeca Film Festival selection se transmitió en el canal de cine independiente, fue nominada para un premio de la Fundación Rockefeller en el cine y se distribuye en un DVD a través de las Naciones Unidas. Otro documental llamado Best Friend (2001), se estrenó en 2002 en el Festival de Cine de Tribeca y en el Festival de Cine de Edimburgo y también fue retrasmitido en Trio, y el guion del largometraje "Good Morning", que hizo las semifinales del Laboratorio de guion de Sundance Institute.
Hurley fue cocreadora y coproductora de la serie So Little Time (ABC Family) y de la serie de animación ¡Mary-Kate y Ashley en acción! (ABC), ambas series protagonizadas por Mary-Kate y Ashley Olsen. Hurley era la principal porveedora de contenido original para el sitio web mary-kateandashley, y creadora y coproductora ejecutiva de mary-kateandashley juegos de video de marcas para PlayStation 2 y Game Boy. Hurley escribió, produjo y dirigió comerciales de Warner Home Video, PlayStation y Game Boy. También ha desarrollado muñecas mary-kateandashley y juegos de mesa Mattel.
Comenzó su carrera después de obtener un grado en la escritura de la Universidad de Pittsburgh, donde fue un miembro activo de la Cineastas de Pittsburgh, disparando varias películas experimentales en Super 8. Después se mudó a Nueva York y se convirtió en una publicista de artistas como John Lydon, Paul Westerberg, Depeche Mode, The Cure, Erasure, Prince, Morrissey, George Michael, John Cale y Bush.
Ha sido nominada para el prestigioso Premio de la Fundación Rockefeller en el cine y también ha hecho las semifinales de la Writer's Lab del Instituto Sundance por su guion de largometraje, "Good Moring".
La creación más reconocida de Tonya Hurley es Ghostgirl, que fue lanzado en 2002 en ghostgirl.com y publicado como una serie para adultos jóvenes de Little. Brown lo publicó el 1 de agosto de 2008 y ha sido traducida a varios idiomas.
La primera novela de la serie ha recibido críticas de Publishers Weekly, Kirkus, VOYA y School Library Journal. Entró con fuerza en la lista de best-sellers del New York Times, y consiguió llegar al número 1 la semana del 14 de septiembre de 2008.
Tonya Hurley está casada con el publicista y artista Michael Pagnotta. Su hermana Tracy Hurley Martin, es la esposa de Vince Clarke, que es el músico y compositor de la banda británica Erasure y miembro fundador de la banda Depeche Mode y Yazoo. Pagnotta es a su vez el mánager de Erasure.
Tracy Hurley Martin y Tonya Hurley, poseen y operan la compañía productora de cine y televisión Kill Your Darlings, Inc.